# Fodina mabillei
Fodina mabillei là một loài bướm đêm trong họ Noctuidae.